# Flos Carmeli
Flos Carmeli – wydawnictwo Warszawskiej Prowincji Karmelitów Bosych z siedzibą przy poznańskim sanktuarium św. Józefa w dzielnicy Święty Wojciech.
Wydawnictwo powstało w 1999 roku, swoją nazwę zaczerpnęło z karmelitańskiej z XIII-wiecznej antyfony maryjnej. Słowa „Flos Carmeli” tłumaczy się z łaciny jako Kwiecie Karmelu.
Wydawnictwo promuje głównie duchowość karmelitańską: przez publikację dzieł Świętych Karmelu Doktorów Kościoła (św. Teresy od Jezusa – z Avili, św. Teresy od Dzieciątka Jezus – z Lisieux, św. Jana od Krzyża) oraz biografii Świętych i Błogosławionych Karmelu (m.in. św. Teresy Benedykty od Krzyża – Edyty Stein, św. Elżbiety od Trójcy Przenajświętszej).
Tematyka książek to także życie duchowe (serie dotyczące modlitwy, życia duchowego oraz modlitewniki do Matki Bożej Szkaplerznej, św. Józefa i świętych Karmelu).

## Serie wydawnicze
- Klasyka mistyki
- Wprowadzenia i komentarze
- Modlitwa i życie
- Rozprawy
- Biblioteczka Świętego Józefa
- 9 dni z ... NOWENNA

## Dzieła świętejTeresy z Avili
- W ramach przygotowań do Wielkiego Jubileuszu 500-lecia narodzin św. Teresy od Jezusa, Reformatorki Zakonu Karmelitańskiego, wydawnictwo przygotowuje nowe tłumaczenia wszystkich dzieł Świętej z Avili. Z zaplanowanych siedmiu tomów dotychczas ukazały się trzy krytyczne wydania: „Księga mojego życia” (2007), „Zamek wewnętrzny” (2009) oraz „Księga Fundacji” (2012). Wszystkie pozycje są także dostępne w wersji audiobooka.

## Czasopisma
Flos Carmeli wydaje również „Pod płaszczem Maryi. Pismo formacyjne dla noszących szkaplerz karmelitański”.